# Блажкевич Іванна Омелянівна
Іва́нна Омеля́нівна Блажке́вич (дошлюбне Бородіє́вич; 9 жовтня 1886, село Денисів, Тернопільська область — 2 березня 1977, там же) — українська дитяча письменниця, громадська діячка, журналістка, член НСПУ (1963), просвітниця, діячка української кооперації. Мати Богдана Блажкевича.
Зазнала переслідувань польських властей під час «пацифікації» 1930. Депутат Народних зборів Західної України (1939).

## Життєпис
Народилася 9 жовтня 1886 року в с. Денисові Королівства Галичини та Володимирії третьою дитиною в родині Омеляна Бородієвича, культурно-громадського діяча і народного вчителя. Мати за походженням була полькою, але вважала себе українкою й цим дуже пишалася. Початкову освіту Іванна отримала в рідному селі, далі вчилася в Тернопільській семирічці.
Її брат Євген воював у лавах Легіону УСС та УГА, писав поезію, спогади, перекладав твори українською мовою.
У 1914 році її чоловіка, Івана Блажкевича, призначають директором Залукв'янської школи; з початком Першої світової війни він мобілізований на фронт, справами школи керувала вона. Налагодила роботу відділку «Сільського господаря», кооперативу «Власна поміч», читальні, рятункового комітету помочі тим, хто повертався з заслання.
1 листопада 1918 Іванна Блажкевич була у Львові, де в числі перших склала присягу на вірність ЗУНР. На її заклик сотня молодих жителів Залукви 2 листопада перебрала владу в Галичі.
У своїх спогадах від 9 червня 1919 року Блажкевич писала, що за 12 днів пережила 17 обшуків та 8 арештів, під час яких, зокрема, до грудей сина Богдана приставляли багнета. Щоб уникнути переслідувань, кілька місяців жила в лісах поблизу с. Крилос та містечка Рожнятів.
Закінчила екстерном у 1920 році Львівську учительську семінарію. Тривалий час працювала вчителькою і вихователькою дитячих садків у галицьких селах, вела активну громадську роботу серед жінок і молоді. 
У 1928 році висунута кандидаткою в посли до сейму від Української соціалістичної радикальної партії. Польська влада не перебирала засобами, щоб не допустити Іванну Блажкевич до виборів. Коли вони (зокрема, наклепи, залякування) не дали результатів, убили її дітей (двох доньок, яких поховала за три дні). Наступного дня після похорону Люби отримала листа польською, зокрема, зі словами: «Смерть твоїх хаменят — то початок нашої помсти».
15 листопада 1938 року була важко «пацифікована» польськими шовіністами — польські жандарми покарали 120 буками, по чому три місяці перебувала у лічниці Андрея Шептицького, отримала інвалідність (мала поламані кісточки навіть на пальцях рук).

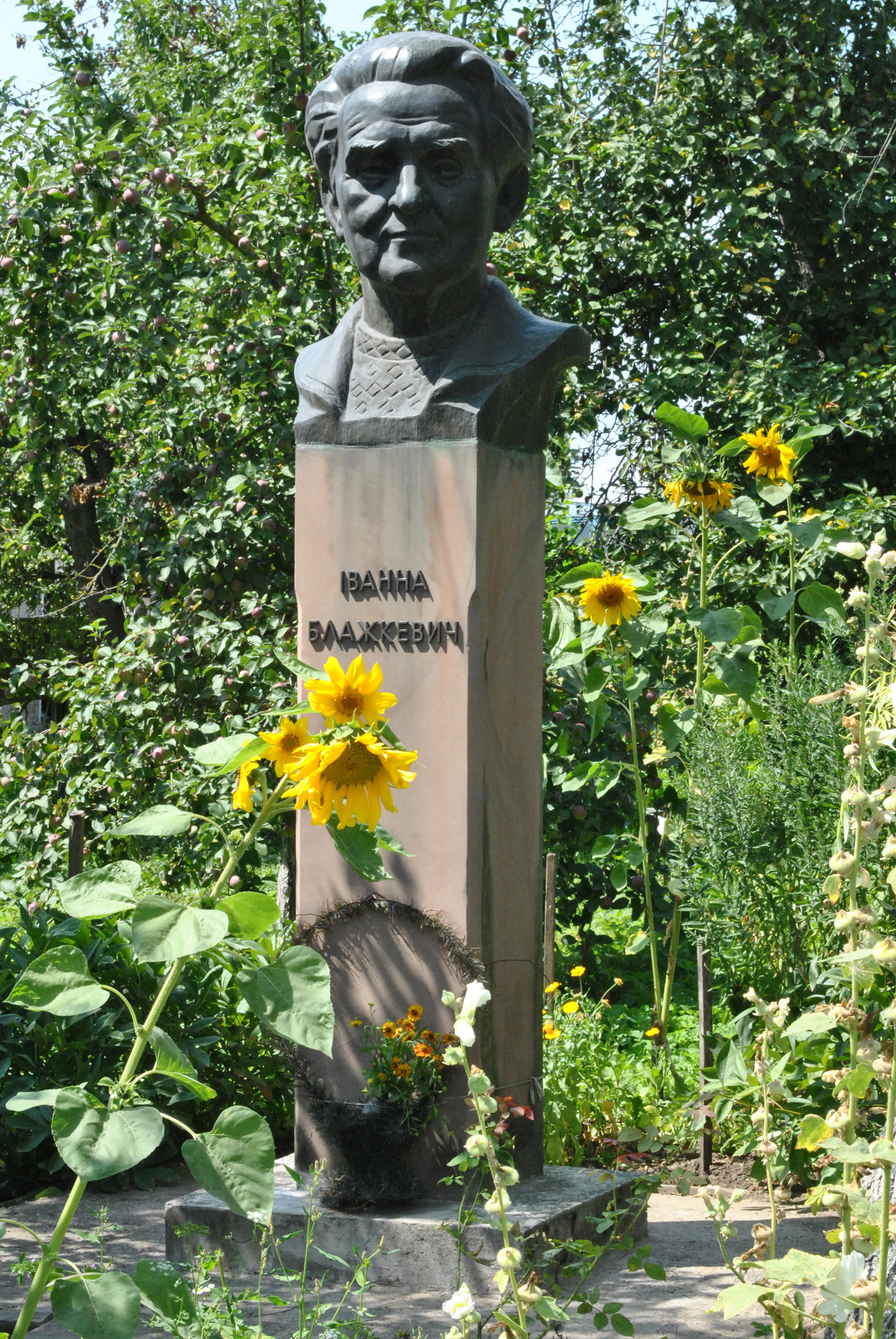
Пам'ятник Іванні Блажкевич у Денисові

У вересні 1939 року обиралась депутаткою Народних Зборів Західної України. В 1941—1943 роках була директоркою сільськогосподарської школи в с. Денисові.
У 1963 році, за наполяганням Ірини Вільде та Олеся Гончара, Іванну Блажкевич прийнято до спілки письменників України.
Авторка популярних статей з питань літератури, педагогіки, етнографії тощо, спогадів про І. Франка, О. Кобилянську, В. Стефаника, Т. Бордуляка, О. Вітошинського та ін. На тексти поезій Б. писали музику А. Кос-Анатольський, І. Пронь, В. Подуфаний та інших.
До останніх днів життя працювала на літературній ниві: писала мемуари про свої зустрічі з відомими письменниками минулого, нові вірші для дітей. Померла Іванна Блажкевич 2 березня 1977 р. в рідному Денисові.

## Сім'я
Чоловік — вчитель Іван Блажкевич. Коли мав намір отримати посаду вчителя в Прошовій, шкільний інспектор відповів, зокрема: «…прошу пана, не маю нічого проти, але ви одружуєтеся з Бородієвичівною, а я від неї „нє мам жиця“». Двох доньок — Любу (18.7.1924—17.9.1928), Софію (8.12.1922—14.9.1928) — вбили, отруївши за допомогою шоколаду польські шовіністи («якийсь пан») в той час, коли батьки поїхали до Львова. Іванна з горя посивіла. Син Богдан Іванович Блажкевич (28.08.1912 - 10.10.1986) — доктор технічних наук, Заслужений діяч науки УРСР. Мали також доньку Дарію., онуків Марію, Ярему, Івана, Ігоря. Правнуків Ольгу, Вікторію, Ірину, Івана, Тараса, Мар'яну, Наталію, Христину.
- Сестра Меланія Грушкевич (1882—1967)
- Брат Остап Бородієвич (1883—1920)  — сотник УГА, Ветеринарний референт Державного секретаріату військових справ.
- Брат Євген Бородієвич (1889—1924) — сотник УГА, командир саперної сотні, письменник і перекладач.

## Публікації
Виступала в різних жанрах дитячої літератури: поезії, драматургії.
Іванна Блажкевич — авторка спогадів про Івана Франка, Ольгу Кобилянську, Василя Стефаника, Тимотея Бордуляка, О. Вітошинського, Павла Думку, Корнила Устияновича, Олену Кульчицьку.
Збирала пісні, афоризми, етнографічні матеріали. Ініціювала створення Денисівського краєзнавчого музею.
Книжки
- «Святий Миколай у 1920 році» (про важке дитинство після Першої світової війни),
- «Тарас у дяка» (присвячена Тарасові Шевченку),
- «Діло в честь Тараса» (присвячена Тарасові Шевченку),
- «Івась-характерник» (про Івана Франка),
- «В мамин день»,
- «Оповідання»

Поетичні збірки для дітей
- «Подоляночка»,
- «Прилетіли лелеки»,
- «Чи є в світі що світліше?»,
- «Прилетіла ластівка».

## Пам'ять
У Денисові створено музей-садибу Іванни Блажкевич.
Восени 1988 року в Денисові споруджено їй пам'ятник роботи скульптора Івана Мулярчука.
У 1993 році встановлено літературну премію імені Іванни Блажкевич, яка щороку видається українським літераторам у її рідному селі на день народження письменниці. Всеукраїнська літературно-мистецька премія. Заснована Тернопільським обласним управлінням по пресі та редактор журналу «Тернопіль» за твори для дітей, педагогічний доробок і пропаганду творчості письменниці. Від 2002 року премія отримала статус обласної літературної, нею нині нагороджує Тернопільська обласна організація НСПУ.
На її честь названі 16 курінь УПЮ імені Іванни Блажкевич і Тернопільська школа-ліцей № 9.
Її ім'я присвоєно Тернопільському НВК «Загальноосвітня школа-економічний ліцей № 9 імені Іванни Блажкевич». На початку грудня 2014 року на стіні школи-ліцею відкрили барельєф Іванні Блажкевич (скульптор Іван Сонсядло).

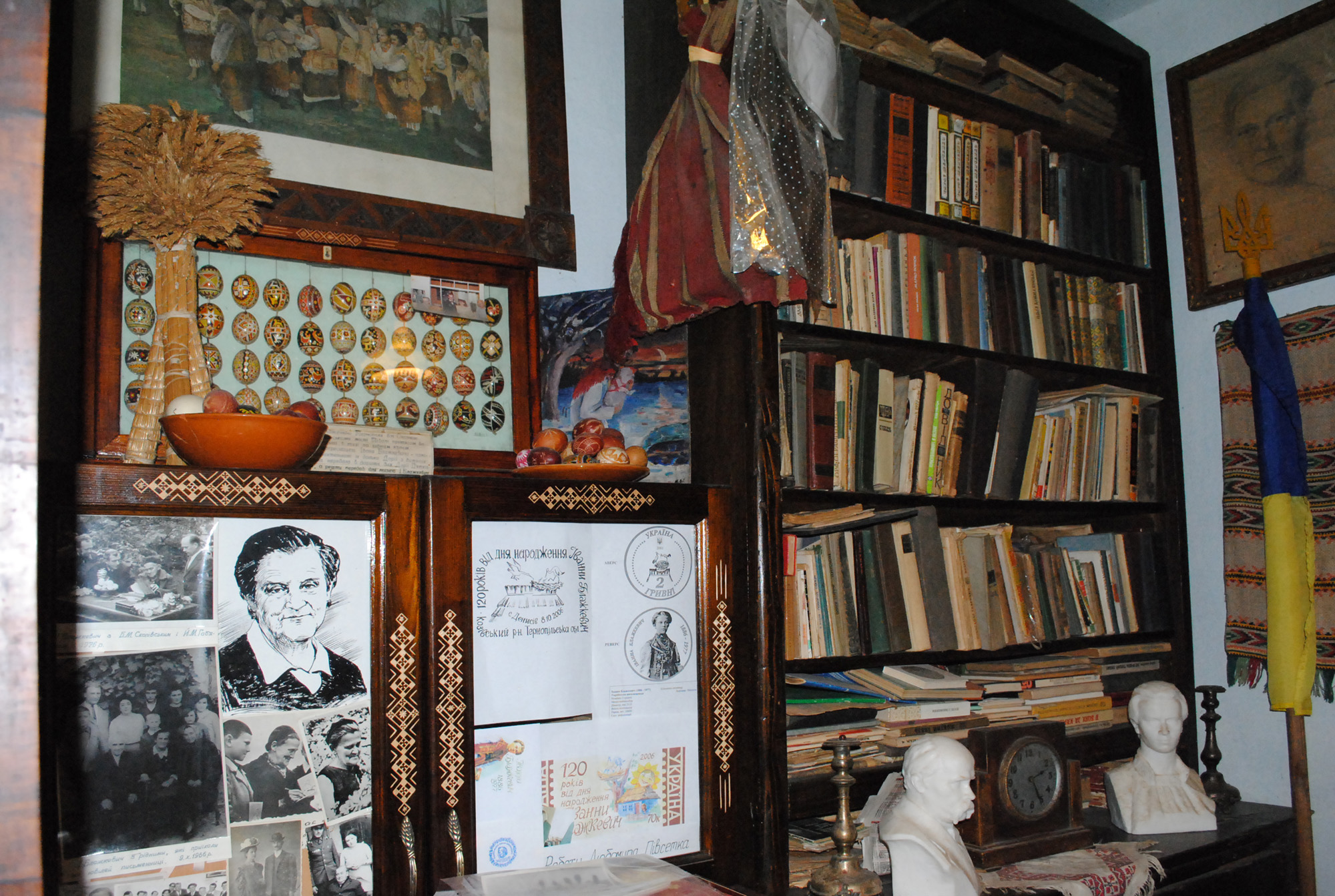
Експонати музею-садиби
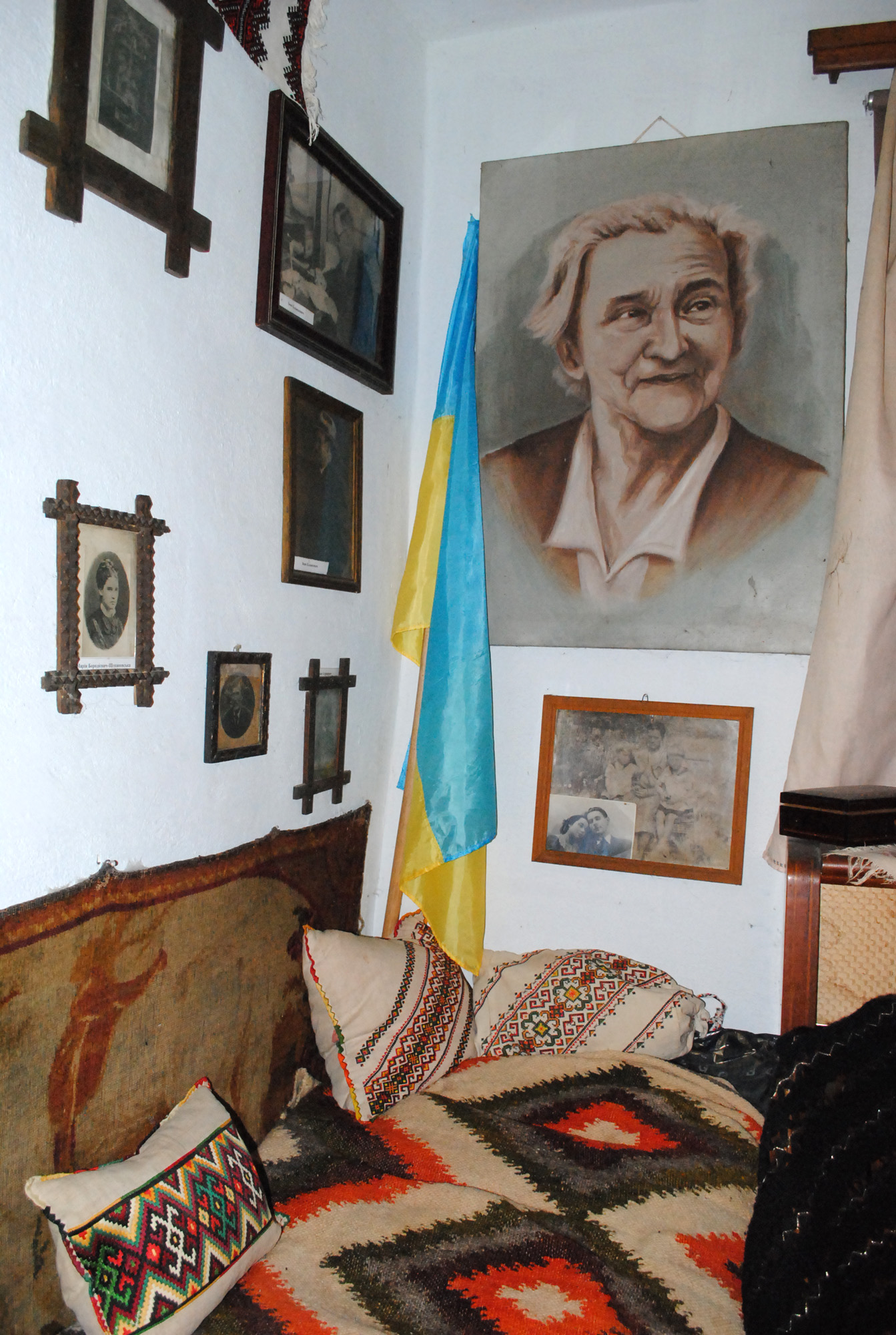
Експонати музею-садиби
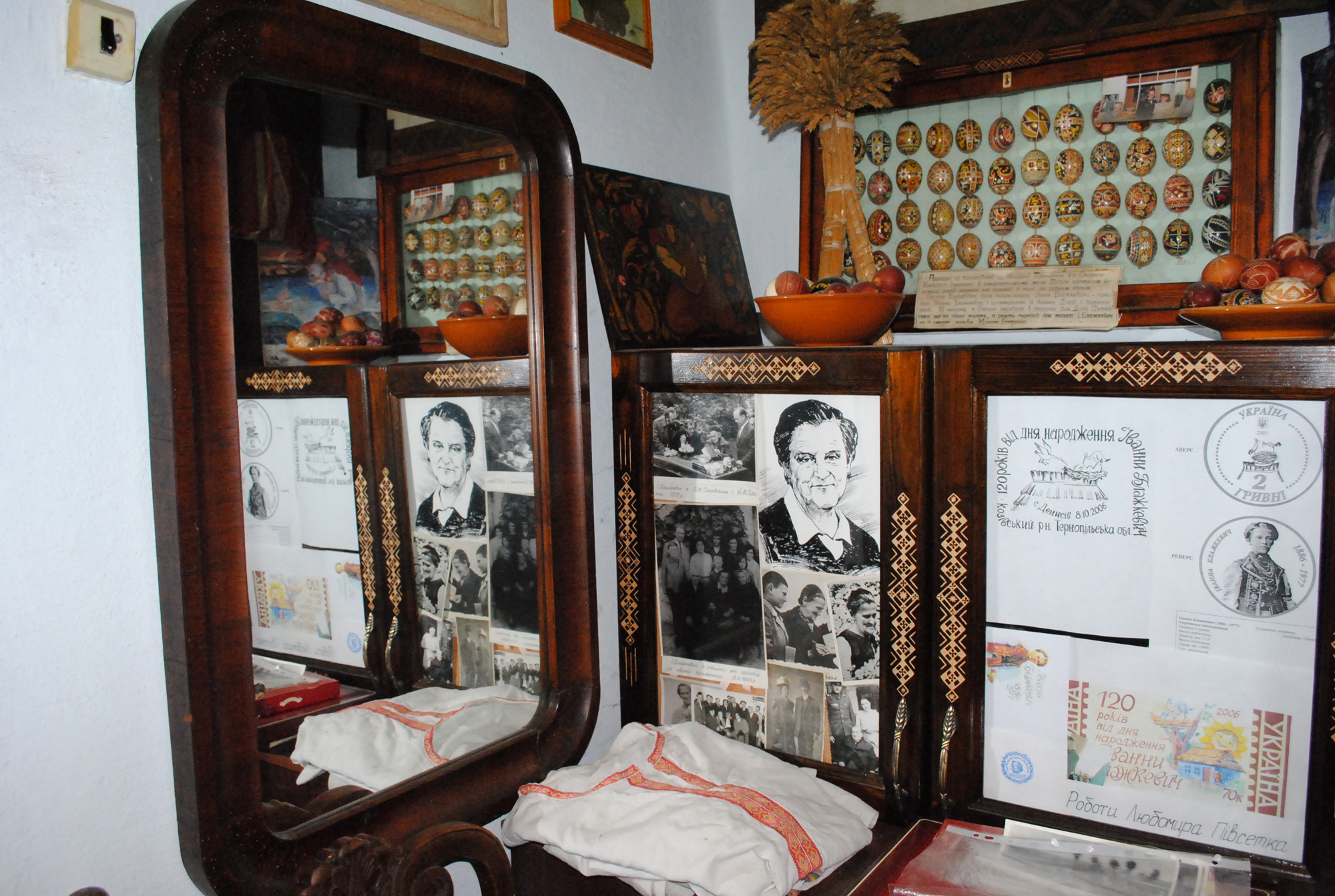
Експонати музею-садиби
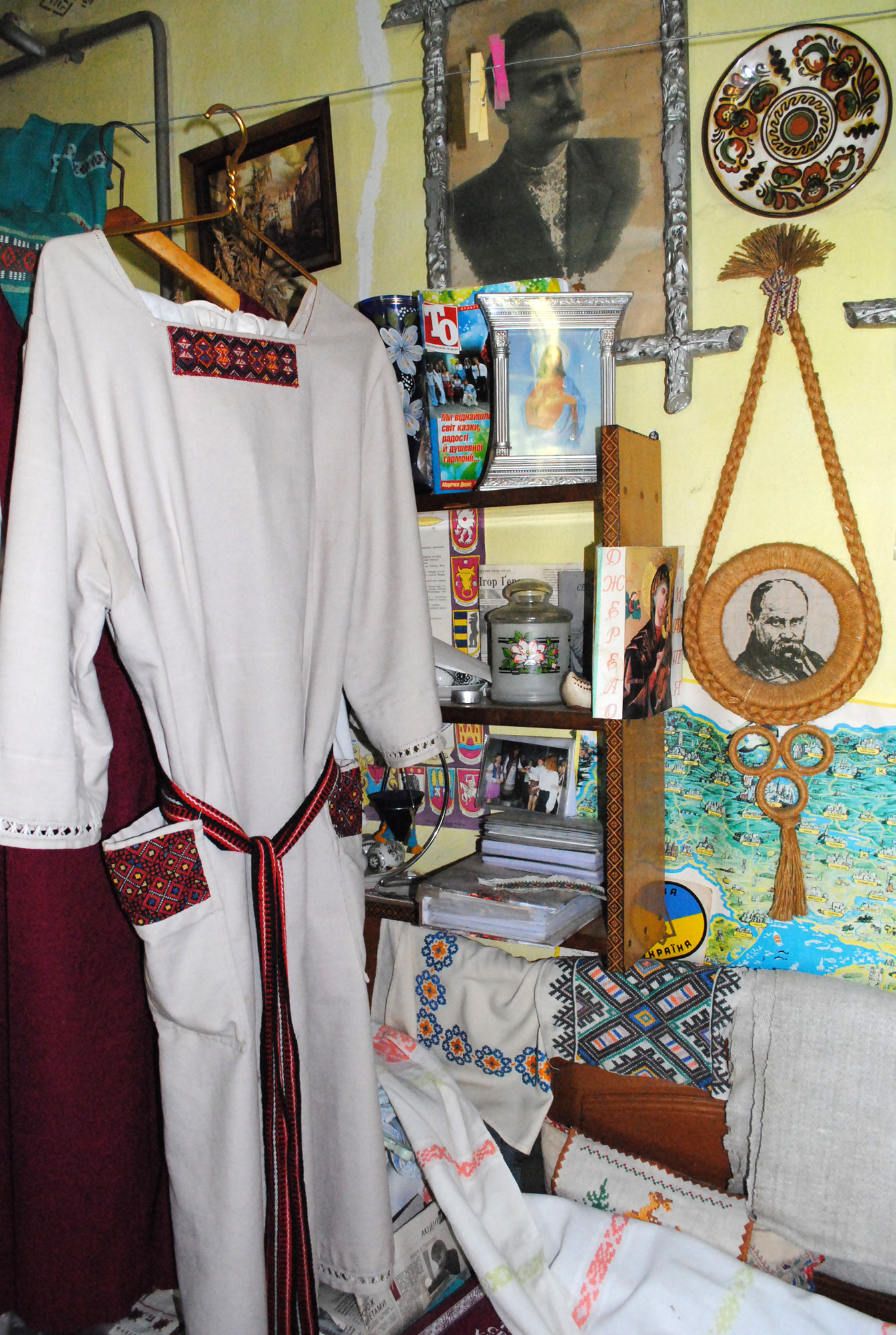
Експонати музею-садиби
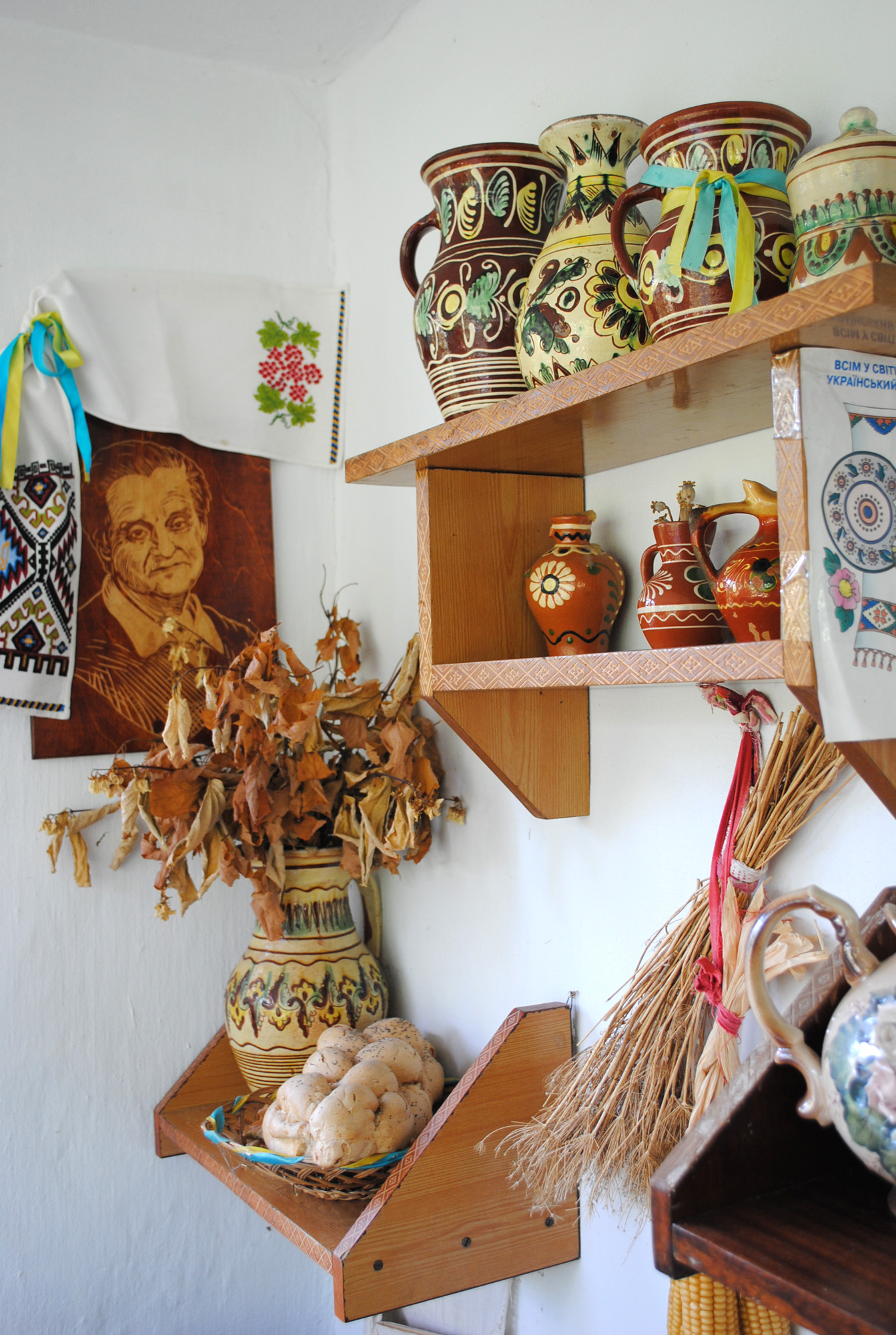
Експонати музею-садиби

### Видання творів
- Блажкевич І. Весна прийшла: Чотири дитячі пісні для голосу в супроводі фортепіано. — К.: Мистецтво, 1971. — 9 с.
- Блажкевич І. Драматичні твори для дітей. — Тернопіль: Діалог, 1993. — 106 с.
- Блажкевич І. Подоляночка: (Поезії для дітей). — Львів: Кн.-журн. вид-во, 1958. — 32 с.
- Блажкевич І. Прилетів лелека: Вірші та оповідання. — К.: Веселка, 1971. — 51 с.
- Блажкевич І. У дитячому садочку: Для дітей дошк. віку. — Тернопіль: Кн.-журн. вид-во, 1993. — 32 с.
- Блажкевич І. Чи є у світі що світліше?: [Вірші]. — К.: Веселка, 1977. — 24 с.
- Блажкевич І. Кленові листки; Новий рік: [Вірші] // Ровесник. — 1972. — 1 січ.
- Блажкевич І. Птахи прилітають: Форма і зміст: [З нових поезій] // Ровесник. — 1970. — 7 берез.
- Блажкевич І. Спогади (30.07.1914 — 4.10.1921 рр.) // Дзвін. — 1991. — № 5. — С. 117–129.
- Блажкевич І. Спогади. Рік 1932 // Тернопіль. — 1993. — № 1. — С. 44 — 45; № 2. — С. 44–45.
- Божий Сину, зішли згоду на Вкраїну: Різдвяний вертеп // Упоряд. у 1931 р. І. Блажкевич з фондів держархіву область // Вісник Тернопілля. — 1995. — 22 груд.
- Блажкевич І. Українець я малий: Віршики для маленьких сонечок. — Тернопіль, 2015. — 16 с.